# Zoravan
Zoravan là một đô thị thuộc tỉnh Kotayk, Armenia. Dân số ước tính năm 2011 là 1577 người.